# Paris dulongensis
Paris dulongensis là một loài thực vật có hoa trong họ Melanthiaceae. Loài này được H.Li & Kurita miêu tả khoa học đầu tiên năm 1992.